# Rasa de les Cases
El Barranc de les Cases, que a la contrada és més conegut amb la denominació de la Rasa de les Cases, és un torrent afluent per l'esquerra del Cardener a la Vall de Lord.

## Descripció
De direcció predominant E-W, neix a 1.450 msnm al vessant meridional de la Serra de Busa, a uns 375 m al nord de l'església de Sant Cristòfol. Fins que arriba a la masia del Rial, de la qual passa a escassos 100 m per la banda meridional, avança en direcció cap al SW. Allà agafa la direcció cap a l'oest que ja no deixarà fins al seu aiguabarreig amb el Cardener. Deixat el Rial enrere, acaba de travessar la meitat occidental del Pla de Busa i inicia el descens cap al pantà de la Llosa del Cavall pel Grau de l'Areny deixant al nord el Capolatell i al sud el Serrat dels Torrents. Realitza tot el seu curs pel terme municipal de Navès
Tota la seva conca està integrada en el Pla d'Espais d'Interès Natural (PEIN) de la Generalitat de Catalunya i més concretament en l'espai Serres de Busa-Els Bastets-Lord.

## Xarxa hidrogràfica
La xarxa hidrogràfica de la Rasa de les Cases està integrada per un total de 21 cursos fluvials dels quals 15 són afluents de 1r nivell de subsidiarietat i 5 ho són de 2n nivell. La totalitat de la xarxa suma una longitud de 18.166 m.